# Crayon Shin-chan - Bakusui! Yumemi-warudo daitotsugeki!
Crayon Shin-chan - Bakusui! Yumemi-warudo daitotsugeki! (クレヨンしんちゃん 爆睡!ユメミーワールド大突撃?) è un film d'animazione del 2016 diretto da Wataru Takahashi.
È la ventiquattresima pellicola tratta dal celebre franchise Shin Chan.

## Trama
Una notte l'intera famiglia Nohara si ritrova a fare il medesimo sogno, quello di un enorme pesce che appare dal nulla e che li divora; in seguito, la famiglia scopre che molte altre persone hanno avuto lo stesso incubo. Progressivamente Shin-chan inizia a credere che l'incubo sia collegato a Saki, una misteriosa ragazzina da poco trasferitasi nel suo quartiere.

## Distribuzione
In Giappone il film è stato distribuito dalla Toho, a partire dal 16 aprile 2016.